# Ischnia picta
Ischnia picta är en skalbaggsart som beskrevs av Jordan 1903. Ischnia picta ingår i släktet Ischnia och familjen långhorningar. Inga underarter finns listade i Catalogue of Life.